# Batman. Powrót mrocznego rycerza
Batman. Powrót mrocznego rycerza (oryginalny tytuł: The Dark Knight Returns lub Batman: The Dark Knight Returns) jest wydaną w 1986 roku przez DC Comics czteroodcinkową miniserią komiksową o Batmanie, napisaną przez Franka Millera, narysowaną przez Millera i Klausa Jansona z kolorem autorstwa Lynn Varley. W Polsce komiks został po raz pierwszy wydany w formie zebranej w jeden album w 2002 przez Egmont Polska. Komiks opowiada alternatywną historię Bruce'a Wayne'a, który w wieku 55 lat wraca z emerytury by znów walczyć z przestępstwami w Gotham City. Tym razem jednak napotyka opór nie tylko złoczyńców, ale też policji i rządu Stanów Zjednoczonych. W historii pojawiają się klasyczni złoczyńcy tacy jak Dwie Twarze (Two Face) lub Joker. Całość kończy konfrontacja z Supermanem, który stał się zbrojnym ramieniem rządu. W komiksie po raz pierwszy również pojawia się Carrie Kelley jako nowy Robin oraz brutalny uliczny gang, utworzony po tym kiedy Bruce Wayne odszedł na emeryturę znany jako Mutanci.